# Életot
Életot település Franciaországban, Seine-Maritime megyében. Lakosainak száma 630 fő (2022. január 1.). Életot Saint-Pierre-en-Port, Écretteville-sur-Mer, Sainte-Hélène-Bondeville és Senneville-sur-Fécamp községekkel határos.

## Népesség
A település népességének változása:
| Lakosok száma | 628  | 629  | 639  | 645  | 648  | 643  | 639  | 634  | 630  |
|               | 2013 | 2015 | 2016 | 2017 | 2018 | 2019 | 2020 | 2021 | 2022 |